# Cherry Valley (miasto)
Cherry Valley – miasto w Stanach Zjednoczonych, w stanie Nowy Jork, w hrabstwie Otsego.